# Robert Downey, Jr.
Robert John Downey Jr., född 4 april 1965 i New York, är en amerikansk Oscar- och Golden Globe-belönad skådespelare och producent. Downey Jr. tillhörde 1980-talets så kallade Brat Pack. Han fick sitt genombrott i filmen Chaplin där han blev nominerad till en Oscar för bästa manliga huvudroll. Andra filmer han har medverkat i är Wonder Boys, Kiss Kiss Bang Bang, Good Night, and Good Luck, Zodiac, Sherlock Holmes och Iron Man. Han Oscarsnominerades till Bästa manliga biroll för actionkomedin Tropic Thunder. Han vann en Oscar för sin biroll i Oppenheimer.

## Biografi

### Uppväxt
Robert Downey Jr. föddes i New York i New York i USA och är son till filmmakaren och skådespelaren Robert Downey Sr. Hans mor, Elsie (född Ford) var sångerska och dansare. Downeys far är av irländsk och judisk börd, delvis ungersk; Ormay, medan modern är av tysk och skotsk börd. Hans far var född "Robert Elias", men ändrade namnet när han var omyndig och ville ta värvning i armén. Under sin barndom hade Downey mindre roller i sin fars filmer och gjorde filmdebut när han var fem år som en valp i faderns film Pound (1970). I nästa film var han sju år och fick då en liten roll, tillsammans med sin mor, i en av sin fars filmer igen, Greaser's Palace. Familjen flyttade, på grund av Downey Sr:s arbete och fick bo i New York, Kalifornien, Woodstock, Connecticut, Paris och London. I London, när Downey var tio år gick han i Perry House School i Chelsea, där han studerade klassisk balett. Hans föräldrar skildes 1977 och han flyttade tillsammans med sin mor till New York, medan hans syster följde med deras far till Kalifornien. Några år senare förenades Downey Jr. med sin far och syster i Los Angeles, där han gick i Santa Monica High School. Han anslöt sig genast till skolans teaterklubb och fick roller i många av skolans produktioner. Downey, nu femton år, var med i en av sin fars filmer igen, Up the Academy från 1980. 1982 slutade han skolan för att bli skådespelare.

### Filmkarriär
Downey Jr. var ofta med i romantiska komedifilmer på 1980-talet som Baby It's You (1983), Firstborn (1984), Drömtjejen (1985), och Back to School (1986). När han blev tjugo år medverkade han i den populära TV-serien Saturday Night Live från 1985 till 1986. Hans första huvudroll var i filmen Galen i Randy (1987), med Molly Ringwald. Samma år medverkade han i filmen Noll att förlora, där han spelade rollen som en drogberoende rik kille. 1992 fick han rollen som Charlie Chaplin i biografifilmen Chaplin, vilket gav honom en Oscarsnominering för Bästa manliga huvudroll. Andra filmer på 1990-talet han medverkat i är En andra chans, Only You, Natural Born Killers och Restoration. 
Downey Jr. spelade huvudrollen som superhjälten Tony Stark / Iron Man i Iron Man (2008), filmen som inledde den framgångsrika filmserien Marvel Cinematic Universe, och han skulle komma att reprisera den rollen genom serien. För sin roll som skådespelaren Kirk Lazarus i Ben Stillers actionkomedi Tropic Thunder (2008) fick Downey Jr. en Oscarsnominering i kategorin Bästa manliga biroll. Han spelade även huvudrollen i filmen Sherlock Holmes (2009) och dess uppföljare A Game of Shadows (2011). Han älskade att skådespela i filmen Avengers: Endgame, gjord 2019. Det var några av hans mest lyckade filmer. I Christopher Nolans film Oppenheimer (2023), som handlar om när fysikern J. Robert Oppenheimer skapade atombomben, spelade Downey rollen som antagonisten Lewis Strauss. För den rollen vann Downey många priser, bl.a. en Golden Globe och en Oscar för bästa manliga biroll.

### Drogmissbruk
Under åren 1996 till 2001 blev Downey Jr. arresterad flera gånger för drogmissbruk och deltog i flera drogbehandlingsprogram, men utan resultat. 1999 förklarade han för en domare att "Det är som att ha en laddad pistol i munnen och fingrarna på avtryckaren, jag gillar smaken av vapenmetall". Han förklarade även att han varit beroende av droger sen han var åtta år.
I april 1996 blev Downey Jr. arresterad för innehav av heroin, kokain och en oladdad revolver .357 Magnum, i samband med att han blev stoppad för fortkörning på Sunset Boulevard. En månad senare gjorde han intrång i en grannes hem och somnade i en av sängarna. Han dömdes till tre års villkorligt straff och var tvungen att genomgå ett obligatoriskt drogtest. 1997 missade han ett av drogtesterna och var tvungen att tillbringa fyra månader i fängelset i Los Angeles. Samma sak hände år 1999, han dömdes då till tre års fängelse, men efter knappt ett år i ett statsfängelse i Corcoran, Kalifornien släpptes han mot en borgen på $5000.
En vecka efter att han blivit släppt medverkade Downey Jr. i TV-serien Ally McBeal, där han spelade en kille som var intresserad av Calista Flockharts karaktär. Han blev nominerad för en Emmy och vann en Golden Globe. Han har också medverkat som skribent och sångare för Vonda Shephard's Ally McBeal: For Once in My Life-albumet och sjöng en duett med Sting i ett avsnitt i serien. Downey arresterades igen år 2000, på ett hotellrum i Palm Springs, Kalifornien. Han var påverkad av en illegal substans och innehade kokain och diazepam. Trots att han riskerade att få ett fängelsestraff på upp till fyra år och åtta månader skrev han på ett kontrakt för att medverka i elva avsnitt till av Ally McBeal. April 2001 såg en polis Downey Jr. barfota i Culver City. Han blev anhållen för misstanke om drogpåverkan, men släpptes några timmar senare, även om testerna visade att han hade droger i kroppen. Efter häktningen bestämde producenten och andra chefer på Ally McBeal att han skulle avskedas från tv-serien, för att hans karaktär hade gjort att seriens tittarsiffror sjunkit. Häktningen kostade honom även en roll i filmen America's Sweethearts (2001). I juli 2001 skickades han till drogrehabilitering i stället för fängelse och fick tillbringa tre år där.

### Comeback
Downey Jr:s första roll var i musikvideon I Want Love med Elton John. 1990 återvände Downey Jr. till den vita duken, strax efter Mel Gibson, som hade varit en nära vän till honom sedan de båda var med i Air America (1990). År 2003 medverkade han i Den sjungande detektiven. 23 november, 2004 släppte Downey sitt debutalbum The Futurist på Sony Classical. Det året var han också utnämnd till Årets man av Harvards Hasty Pudding Theatricals. Han återvände till konventionella filmer i mitten av 2000-talet, med Gothika. Han var också med i Family Guy, där han gjorde rösten på Lois Griffins mentalstörda bror Patrick Pewterschimdt. 2005 medverkade han i tre filmer och 2006 sju filmer. De var Kiss Kiss Bang Bang, Good Night, and Good Luck, The Shaggy Dog, A Scanner Darkly, Zodiac och Fur. Senare hade han en roll i komedin Charlie Bartlett (2007) som rektorn Gardner.
2006 fick Downey Jr. överraskande huvudrollen i filmen Iron Man. Regissören Jon Favreau förklarade valet med orden: "Downey Jr. var inte det mest självklara valet men han förstår vad som krävs för att få karaktären att funka. Han hittade mycket av sin egen livserfarenhet i Tony Stark". Favreau krävde att få Downey Jr. och upprepade flera gånger att Downey Jr. skulle bli för Iron Man vad Johnny Depp var för Pirates of the Caribbean-serien. För rollen var Downey Jr. tvungen att gå upp mer än 20 kg i form av muskler. Det tog honom fem månader att se ut att "ha kraft att smida järn". Filmen släpptes mellan 30 april och 3 maj 2008 och drog in över $585 miljoner och fick positiva recensioner som berömde Downey Jr.s huvudroll. Han gjorde en cameo som Tony Stark i filmen The Incredible Hulk och upprepade rollen i Iron Man-uppföljarna och The Avengers. Downey Jr. medverkar också i Ben Stillers film Tropic Thunder (2008) med Ben Stiller själv och Jack Black.

## Privatliv
Downey Jr. gifte sig med skådespelaren Deborah Falconer den 29 maj 1992 och de har en son, Indio Falconer Downey, född 7 september 1993 i Los Angeles County, Kalifornien. Downey Jr och Falconer skildes 26 april 2004. Han mötte därefter producenten Susan Levin, som har hand om Joel Silvers filmföretag. De gifte sig 27 augusti 2005 i en judisk ceremoni på Amagansett, New York. År 2012 fick han sin andra son. Sonen fick namnet Exton och är hans första barn med Susan Downey. 4 november 2014 föddes parets dotter Avri Roel Downey.
Downey Jr. tränar även Wing Chun Kung Fu som han säger har hjälpt honom att minska hans beroende.

## Filmografi
| År        | Film                                      | Roll                                | Andra noteringar                                | Regissör |
| --------- | ----------------------------------------- | ----------------------------------- | ----------------------------------------------- | --- |
| 1970      | Pound                                     | Valp                                |                                                 | Robert Downey Sr. |
| 1972      | Greaser's Palace                          |                                     |                                                 | Robert Downey Sr. |
| 1980      | Up the Academy                            |                                     |                                                 | Robert Downey Sr. |
| 1983      | Baby It's You                             | Stewart                             |                                                 | John Sayles |
| 1984      | Firstborn                                 | Lee                                 |                                                 | Michael Apted |
| 1985      | Deadwait                                  |                                     | Kortfilm                                        | Sam Hurwitz |
| 1985      | Gatans krigare                            | Jimmy Parker                        |                                                 | Fritz Kiersch |
| 1985      | Drömtjejen                                | Ian                                 |                                                 | John Hughes |
| 1985      | Mussolini: The Untold Story               | Bruno Mussolini                     | Miniserie                                       | William A. Graham |
| 1985–1986 | Saturday Night Live                       | Olika                               | TV-serie                                        | Dave Wilson/Beth McCarthy-Miller |
| 1986      | Back to School                            | Derek                               |                                                 | Alan Metter |
| 1986      | America                                   | Paulie Hackley                      |                                                 | Robert Downey Sr. |
| 1987      | Galen i Randy                             | Jack Jericho                        |                                                 | James Toback |
| 1987      | Noll att förlora                          | Julian Wells                        |                                                 | Marek Kanievska |
| 1988      | Johnny Be Good                            | Leo Wiggins                         |                                                 | Bud S. Smith |
| 1988      | Rented Lips                               | Wolf Dangler                        |                                                 | Robert Downey Sr. |
| 1988      | 1969                                      | Ralph Carr                          |                                                 | Ernest Thompson |
| 1989      | That's Adequate                           | Albert Einstein                     |                                                 | Harry Hurwitz |
| 1989      | True Believer                             | Roger Baron                         |                                                 | Joseph Ruben |
| 1989      | I sjunde himlen                           | Alex Finch                          |                                                 | Emile Ardolino |
| 1990      | Släkten är värst                          | Reed Richmond                       |                                                 | Robert Downey Sr. |
| 1990      | Air America                               | Billy Covington                     |                                                 | Roger Spottiswoode |
| 1991      | Älsklingsfiende                           | David Seton Barnes                  |                                                 | Michael Hoffman |
| 1992      | Chaplin                                   | Charles Spencer Chaplin             | Oscarsnominerad - Bästa manliga huvudroll       | Richard Attenborough |
| 1993      | Heart and Souls                           | Thomas Reilly                       |                                                 | Ron Underwood |
| 1993      | Short Cuts                                | Bill Bush                           |                                                 | Robert Altman |
| 1994      | Hail Caesar                               | Jerry                               |                                                 | Anthony Michael Hall |
| 1994      | Natural Born Killers                      | Wayne Gale                          |                                                 | Oliver Stone |
| 1994      | Only You                                  | Peter Wright                        |                                                 | Norman Jewison |
| 1995      | Richard III                               | Lord Rivers                         |                                                 | Richard Loncraine |
| 1995      | Home for the Holidays                     | Tommy Larson                        |                                                 | Jodie Foster |
| 1995      | Herr Willowbys julgran                    | Mr. Willowby                        | Kortfilm                                        | Jon Stone |
| 1995      | Kungen & älskarinnan                      | Robert Merivel                      |                                                 | Michael Hoffman |
| 1997      | Danger Zone                               | Jim Scott                           |                                                 | Allan Eastman |
| 1997      | One Night Stand                           | Charlie                             |                                                 | Mike Figgis |
| 1997      | Two Girls and a Guy                       | Blake Allen                         |                                                 | James Toback |
| 1997      | Simbassänger & kärlek                     | Hugo Dugay                          |                                                 | Robert Downey Sr. |
| 1998      | The Gingerbread Man                       | Clyde Pell                          |                                                 | Robert Altman |
| 1998      | U.S. Marshals                             | specialagenten John Royce           |                                                 | Stuart Baird |
| 1999      | In Dreams                                 | Vivian Thompson                     |                                                 | Neil Jordan |
| 1999      | Friends & Lovers                          | Hans                                |                                                 | George Haas |
| 1999      | Knubbigt regn                             | Jerry Renfro                        |                                                 | Frank Oz |
| 1999      | Black and White                           | Terry Donager                       |                                                 | James Toback |
| 2000      | Wonder Boys                               | Terry Crabtree                      |                                                 | Curtis Hanson |
| 2000      | Auto Motives                              | Rob                                 | Kortfilm                                        | Lorraine Bracco |
| 2002      | Lethargy                                  | Djurterapeut                        | Kortfilm                                        | David Gelb/Joshua Safdie |
| 2001–2002 | Ally McBeal                               | Larry Paul                          | TV-serie                                        | Mel Damski/Arlene Sanford/Bill D'Elia/Bethany Rooney/Ron Lagomarsino/Jack Bender/Jeannot Szwarc/David Grossman/Oz Scott/Adam Arkin/Billy Dickson/Bethany Rooney/Michael Schultz/Steve Gomer |
| 2003      | Whatever We Do                            | Bobby                               |                                                 | Kevin Connolly |
| 2003      | Den sjungande detektiven                  | Dan Dark                            |                                                 | Keith Gordon |
| 2003      | Gothika                                   | Pete Graham                         |                                                 | Mathieu Kassovitz |
| 2004      | Eros                                      | Nick Penrose (inslag "Equilibrium") |                                                 | Michelangelo Antonioni/Steven Soderbergh |
| 2005      | Game 6                                    | Steven Schwimmer                    |                                                 | Michael Hoffman |
| 2005      | Kiss Kiss Bang Bang                       | Harry Lockhart                      |                                                 | Shane Black |
| 2005      | Good Night, and Good Luck                 | Joe Wershba                         |                                                 | George Clooney |
| 2005      | Family Guy                                | Patrick Pewterschmidt (röst)        | TV-serie                                        | Sarah Frost |
| 2006      | The Shaggy Dog                            | Dr. Kozak                           |                                                 | Brian Robbins |
| 2006      | A Scanner Darkly                          | James Barris                        |                                                 | Richard Linklater |
| 2006      | Fur - ett fiktivt porträtt av Diane Arbus | Lionel Sweeney                      |                                                 | Steven Shainberg |
| 2006      | A Guide to Recognizing Your Saints        | Dito                                |                                                 | Dito Montiel |
| 2007      | Zodiac                                    | Paul Avery                          |                                                 | David Fincher |
| 2007      | Lucky You                                 | Telefon Jack                        |                                                 | Curtis Hanson |
| 2007      | Charlie Bartlett                          | Rektor Gardner                      |                                                 | Jon Poll |
| 2008      | Iron Man                                  | Anthony "Tony" Stark / Iron Man     |                                                 | Jon Favreau |
| 2008      | Tropic Thunder                            | Kirk Lazarus                        | Oscarsnominerad - Bästa manliga biroll          | Ben Stiller |
| 2008      | The Incredible Hulk                       | Anthony "Tony" Stark / Iron Man     | Cameoroll                                       | Louis Leterrier |
| 2008      | Solisten                                  | Steve Lopez                         |                                                 | Joe Wright |
| 2009      | Sherlock Holmes                           | Sherlock Holmes                     | Golden Globe award Best Actor Comedy or Musical | Guy Ritchie |
| 2010      | Iron Man 2                                | Anthony "Tony" Stark / Iron Man     |                                                 | Jon Favreau |
| 2010      | Love & Distrust                           | Rob                                 | Segment: Auto Motives                           | Lorraine Bracco |
| 2010      | Due Date                                  | Peter Highman                       |                                                 | Todd Phillips |
| 2011      | Sherlock Holmes: A Game of Shadows        | Sherlock Holmes                     |                                                 | Guy Ritchie |
| 2012      | The Avengers                              | Anthony "Tony" Stark / Iron Man     |                                                 | Joss Whedon |
| 2013      | Iron Man 3                                | Anthony "Tony" Stark / Iron Man     |                                                 | Shane Black |
| 2014      | Chef                                      | Marvin                              |                                                 | Jon Favreau |
| 2014      | The Judge                                 | Hank Palmer                         |                                                 | David Dobkin |
| 2015      | Avengers: Age of Ultron                   | Anthony "Tony" Stark / Iron Man     |                                                 | Joss Whedon |
| 2016      | Captain America: Civil War                | Anthony "Tony" Stark / Iron Man     |                                                 | Anthony & Joe Russo |
| 2016      | The Nice Guys                             | Sid Shattuck                        | Okrediterad cameoroll                           | Shane Black |
| 2017      | Spider-Man: Homecoming                    | Anthony "Tony" Stark / Iron Man     |                                                 | Jon Watts |
| 2018      | Avengers: Infinity War                    | Anthony "Tony" Stark / Iron Man     |                                                 | Anthony & Joe Russo |
| 2019      | Avengers: Endgame                         | Anthony "Tony" Stark / Iron Man     |                                                 | Anthony & Joe Russo |
| 2019      | All-Star Weekend                          | TBA                                 |                                                 | Jamie Foxx |
| 2020      | Dolittle                                  | doktor Dolittle                     |                                                 | Stephen Gaghan |
| 2023      | Oppenheimer                               | Lewis Strauss                       |                                                 | Christopher Nolan |
| 2025      | The Fantastic Four: First Steps           | Victor von Doom / Doktor Doom       |                                                 | Matt Shakman |
| 2026      | Avengers: Doomsday                        | Victor von Doom / Doktor Doom       |                                                 | Anthony & Joe Russo |